# Ellis et Campanule
Ellis et Campanule（エリスエットカンパニュール）は、日本の女性アイドルグループ。大阪府東部の東大阪市を拠点に活動するご当地アイドルである。略称はエリカン。SAKURA entertainment所属。

## 概要
- グループ名は、東大阪市の市民の花の桔梗と市内で盛んに行われているラグビーの起案者ウィリアム・ウェッブ・エリス名前に由来する。
- メンバーは東大阪市在住の女性により構成されている。
- 正規メンバーは現在いない。
- 同じSAKURA entertainment所属の姉妹グループに奈良ご当地アイドルグループ「Le Siana（ルシャナ）」と堺・泉州地域ご当地アイドルグループ「Culumi（クルミ）」があり、同事務所所属全グループで「Pink Snow Flower（ピンクスノーフラワー）」というグループも結成している。
- 朝比奈めいりは｢イロハサクラ｣にも兼任所属をしていた。

## 来歴

### 2015年
- 11月22日 Club Massiveにて行われたWonder Idol Land vol.5にて朝比奈めいりお披露目。

### 2016年
- 4月16日 A-kukanにて行われたワンコインライブにて花園らずお披露目。
- 9月27日 SHOWROOM配信にてグループ名「Ellis et Campanule」が発表される。

### 2017年
- 4月16日 SAKURA Blosso! in アムゼ広場1部にてライブ100回達成
- 8月25日 メンバーの花園らずが交通事故により長期入院が必要のため活動休止｡
- 9月16日 花園らずの活動休止を受けて同事務所のCulumiよりサポートメンバーとして高松華恋がライブ出演。
- 9月24日 Ellis et Campanule 1周年ライブ『メイリのメランコリック祭り(仮)』をA-kukanにて開催。
- 11月25日 花園らずが退院する

### 2025年
- 7月11日 朝比奈めいりが卒業

## メンバー

### 過去のメンバー
| なまえ                           | 生年月日              | キャッチフレーズ                                                                      | 活動期間                      |
| -------------------------------- | --------------------- | ------------------------------------------------------------------------------------- | ----------------------------- |
| 朝比奈めいり （あさひな めいり） | 2002年2月6日（23歳）  | バーチャルスペースからこんにちは リアルへようこそ                                     | 2015年11月22日 -2025年7月11日 |
| 花園らず （はなぞの らず）       | 2000年4月13日（25歳） | 甘酸っぱいフェアリーパウダーでみんなを優しく包み込む ラズベリー畑のファンタジーガール | 2016年4月16日 -2022年3月19日  |

## 出演

### 定期ライブ・定期イベント
- 水曜日もくるまれナイト（2016年6月14日 - 9月28日） - A-kukanにて毎週水曜日19:30から行われる堺･泉州ご当地アイドルCulumiの定期ライブにCulumi+[1]として出演
- 定期ライブ - 2016年10月14日 A-kukanにて隔週金曜日19:30から行われる
- 定期ライブ 2017年11月から隔週水曜日に変わる

### メディア
- 関西ウォーカー（2016年9月、Ustream） - Come into Bloomとして
- デイリーニュース（2016年8月、J:COM東大阪エリア） - 東大阪ご当地アイドル研究生として